# Большой Кукмор
Большо́й Ку́кмор (тат. Зур Кукмара) — село в Кукморском районе Республики Татарстан, административный центр Большекукморского сельского поселения.

## Этимология
Топоним произошёл от татарского слова «зур» (большой) и ойконима «Кукмара» (Кукмор).

## География
Село находится на реке Нурминка, с восточной части примыкает к районному центру — городу Кукмору. 
Через село проходит автомобильные дороги регионального значения 16К -0996 «Кукмор — Шемордан», 16К -1023 «Обход города Кукмор с восточной стороны», железная дорога Казанского региона Горьковской железной дороги «Казань — Кизнер».

## История
В окрестностях села выявлены археологические памятники: городище и селище Зур Кукмара (Большой Кукмор) (предположительно, селище и городище в эпоху Средневековья являлись единым историко-культурным комплексом).
Основано в период Казанского ханства. В прошлом также называлось Татарский Кукмор, Верхний Кукмор.
В XVIII — первой половине XIX веков жители относились к категории государственных крестьян. Их основные занятия в этот период — земледелие и скотоводство, были распространены смолокуренный и плотничный промыслы, мелочная торговля. По сведениям 1859 года, здесь действовали 2 мечети.
В начале XX века в селе функционировали 2 мечети, 2 мектеба, крупообдирка, 6 мелочных лавок. В этот период земельный надел сельской общины составлял 1755,8 десятины.
До 1920 года село входило в Старо-Юмьинскую волость Мамадышского уезда Казанской губернии. С 1920 года в составе Мамадышского кантона ТАССР. В 1923 г. в селе открыта начальная школа. С 10 августа 1930 года село в Кукморском районе. С 1 февраля 1963 года — в Сабинском, с 12 января 1965 года в Кукморском районах.
В 1930 году в селе был организован колхоз, с 1993 года село в составе коллективного сельскохозяйственного предприятия «Зур Кукмара», с 2000 года — сельскохозяйственного производственного кооператива «Агрофирма Мирас».
С декабря 1941 года по 10 апреля 1942 года в селе проходил боевую и политическую подготовку 379-й артиллерийский полк 147-й стрелковой дивизии.

## Население
| 1782 | 1859 | 1897 | 1908 | 1920 | 1926 | 1938 | 1949 | 1958 | 1970 | 1979 | 1989 | 2002 | 2010 | 2017 |
| ---- | ---- | ---- | ---- | ---- | ---- | ---- | ---- | ---- | ---- | ---- | ---- | ---- | ---- | ---- |
| 131  | 781  | 1276 | 1327 | 1242 | 1345 | 1487 | 1080 | 1328 | 1578 | 1523 | 1418 | 1839 | 1986 | 2184 |

Национальный состав села — татары.

## Экономика
Жители занимаются полеводством, мясным скотоводством, работают в ООО «Урал» (с 2016 г.), крестьянских (фермерских) хозяйствах.
В селе действуют 2 песчаных карьера, в юго-западной части населённого пункта находится карьер по добыче красной глины.

## Инфраструктура
В селе действуют средняя школа (с 1923 г. как начальная), детские сады (с 1970 и 1987 годов), дом культуры (с 2014 года), библиотека (с 1921 года), фельдшерско-акушерский пункт (с 2014 года), спортивный комплекс «Ялкын» (с 2004 года), кафе-гостиница (с 2007 г.).

## Религия
Мечеть (с 1994 года).

## Известные люди
- Ф. Г. Хуснутдинов (р. 1964) — председатель Конституционного суда Республики Татарстан (с 2014 г.).